# Ciclógono
En matemáticas, en geometría, un ciclógono es la curva trazada por  un vértice de un polígono que se desliza sin resbalar a lo largo de una línea recta. No hay ninguna restricción acerca de la naturaleza del polígono. Puede ser un polígono regular  como un triángulo equilátero o un cuadrado. Ni siquiera es necesario que sea convexo: incluso puede ser un polígono en forma de estrella. De modo más general, las curvas trazadas por otros puntos además de los vértices también son considerados. En dichos casos  se asume que el punto de trazo está rígidamente unido al polígono. Si el punto de trazado está localizado fuera del polígono, entonces la curva se llama un ciclógono prolato, y si él mentiras dentro del polígono  se apellida un ciclógono curtato.
En el límite, cuando el número de lados tiende al infinito, el ciclógono se convierte en una cicloide.
El ciclógono tiene una propiedad interesante con respecto a su área. Sea A el área de la región por encima de la línea y debajo de los arcos, sea P  el área del polígono que rueda, y sea C el área del disco que circunscribe el polígono.  Para cada ciclógono generado por un polígono regular, se cumple:
{\displaystyle A=P+2C.\,}

### Ciclógono prolato generado por un triángulo equilátero

Animación que muestra el trazo de un ciclógono prolato mediante el rodamiento de un triángulo equilátero sobre una línea recta sin desplazarse. El punto de trazo X está fuera del disco del triángulo.

### Ciclógono cortato generado por un triángulo equilátero

La animación muestra el trazo de un ciclógono cortato mediante el rodamiento de un triángulo equilátero sobre una línea recta sin deslizamiento. El punto de trazo Y está dentro del disco del triángulo.

### Ciclógono generado por cuadriláteros

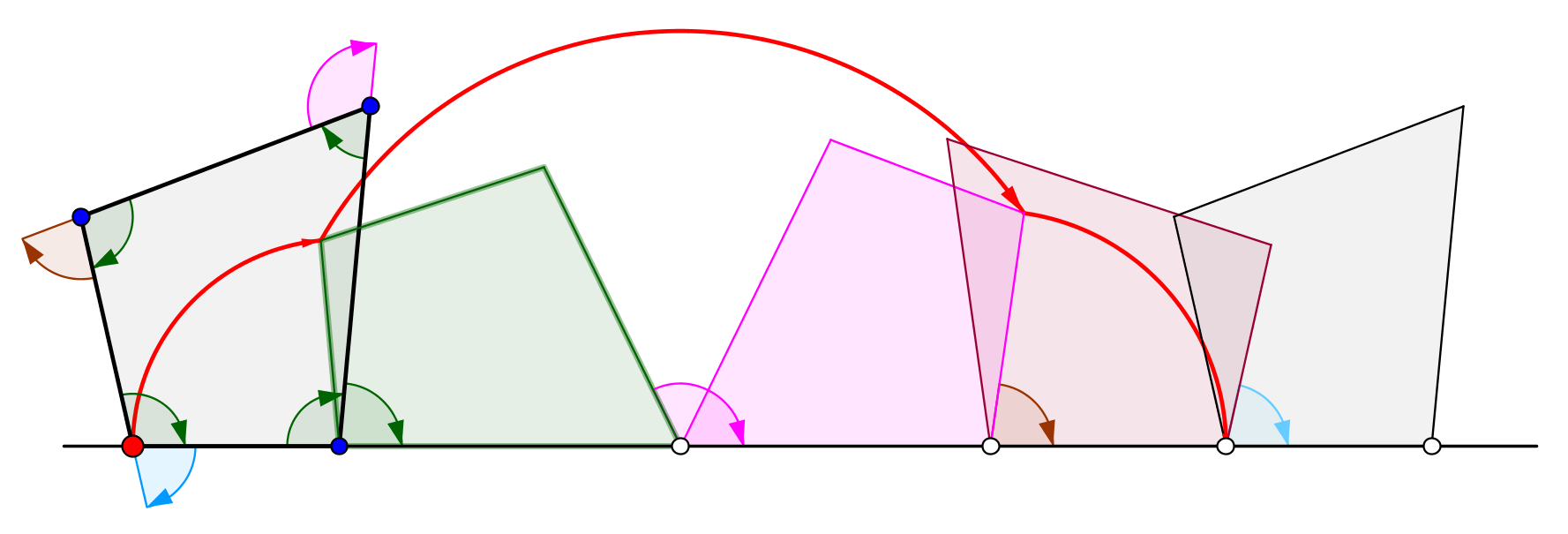
Ciclógono generado por un cuadrilátero convexo

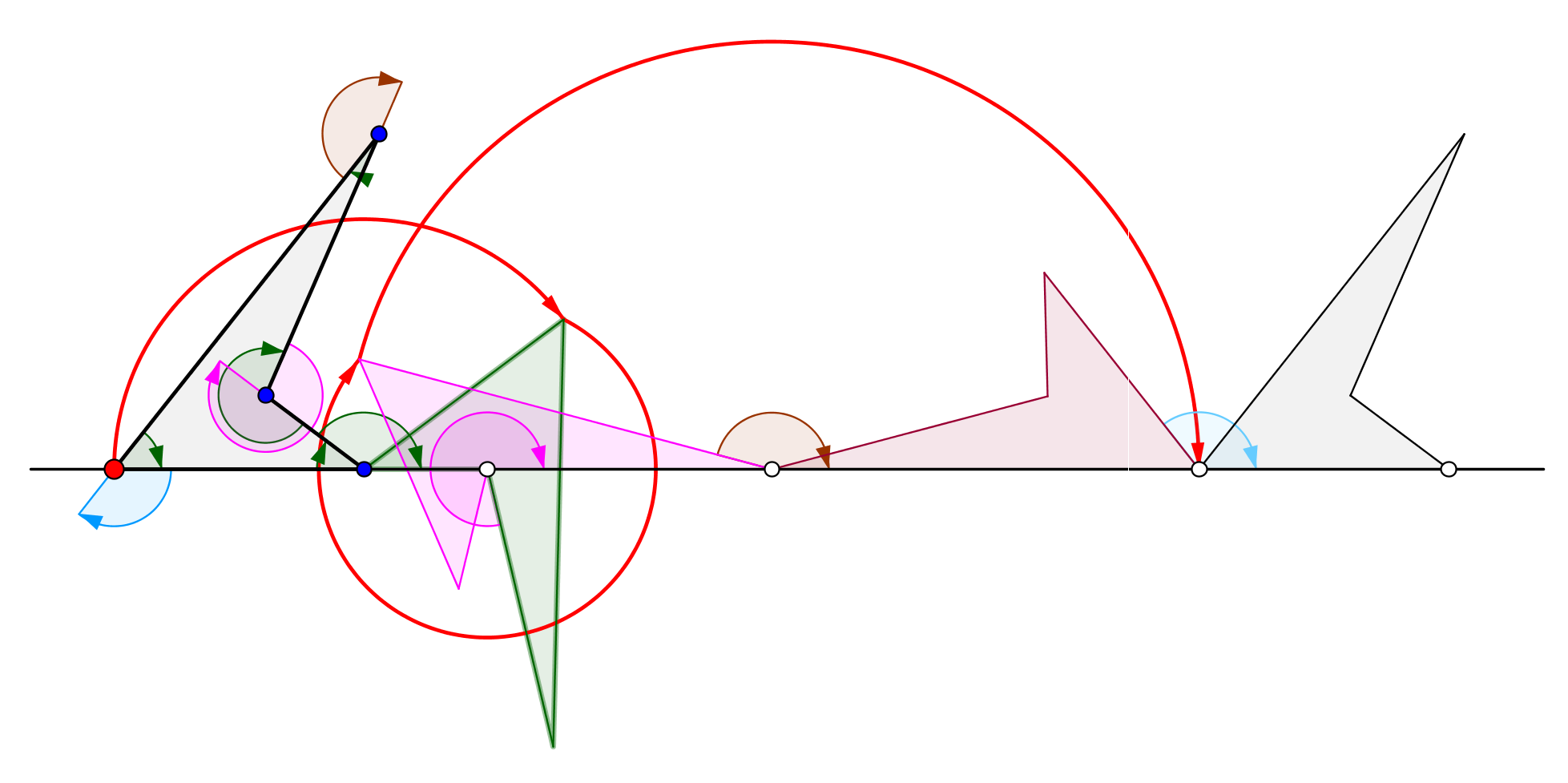
Ciclógono generado por un cuadrilátero no convexo

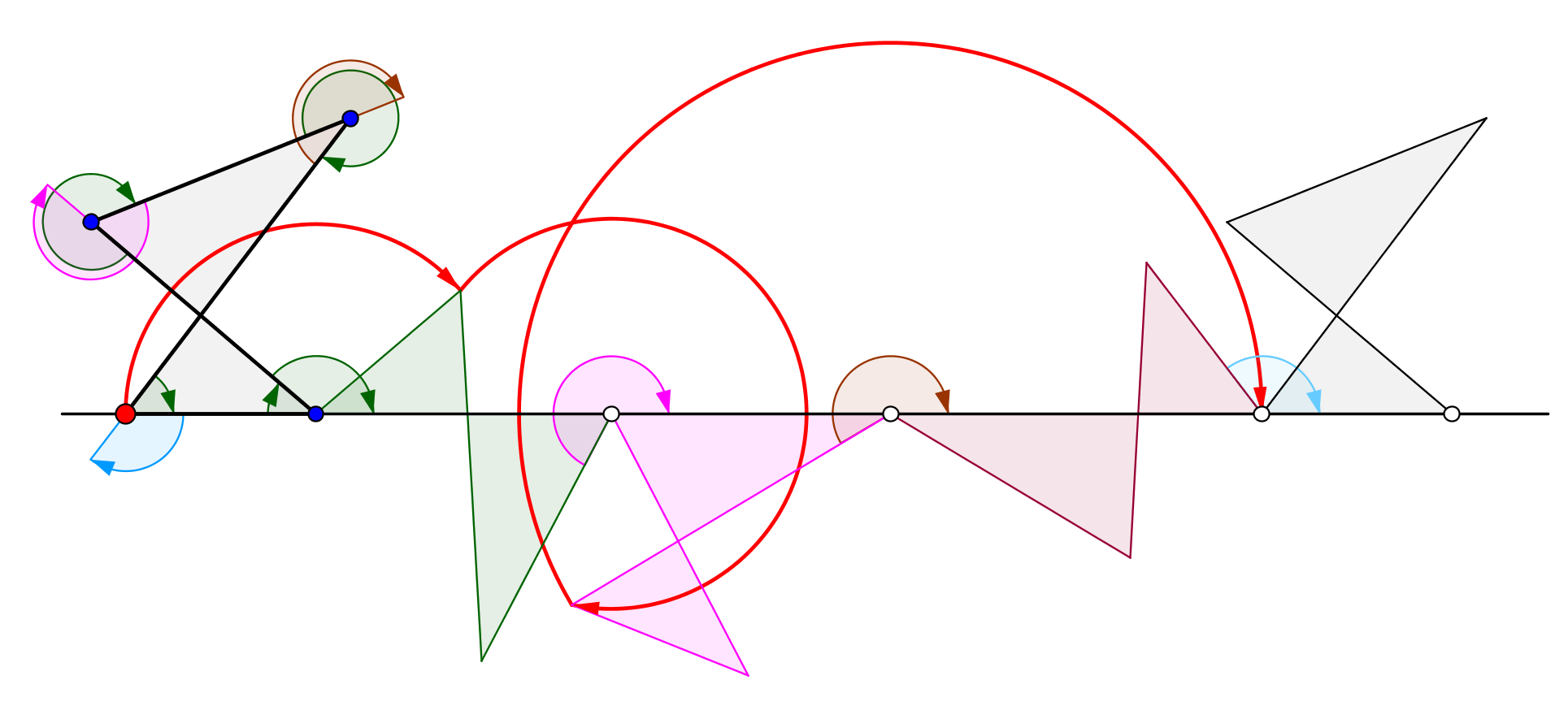
Ciclógono generado por un cuadrilátero en forma de estrella

## Ejemplos

### Ciclógono generado por un triángulo equilátero y un cuadrado
|  |

## Ciclógonos generalizados
Un ciclógono es obtenido cuando  se hace rodar un polígono sobre una línea recta. Si se asume que un polígono regular rueda sobre el borde de otro polígono. Además, si se asume también que el punto de trazo no es un punto en el borde del polígono pero si posiblemente un punto dentro o fuera del polígono que se ubica en el plano del polígono. En esta situación más general, se traza una curva por un punto z en un disco regular poligonal de n lados que ruedan alrededor de otro disco poligonal regular de m lados. Se asume que  los bordes de los dos polígonos regulares tienen la misma longitud . Un punto z sujeto rígidamente al n-gono traza un arco que consiste de n arcos circulares antes de repetir el patrón periódicamente. Esta curva se denomina un trocógono — un epitrógono si el n-gono rueda fuera del m-gono, y un hipotrocógono si  rueda dentro del m-gono. El trocógono es curtato si z está dentro del n-gono, y prolato (con bucles) si z es fuera del n-gono. Si z se encuentra en un vértice este traza un epiciclógono o un hipociclógono.